# Cornelis Cornelisz. de Lange (1656-1712)
Cornelis Cornelisz. de Lange (Gouda, 21 maart 1656 - aldaar, 29 januari 1712) was burgemeester van de Noord-Nederlandse stad Gouda. Ook was hij Statenlid, lid van de Raad van State en lid van de Staten-Generaal.

## Biografie
De Lange was een telg uit een regentengeslacht, waarvan de leden gedurende drie eeuwen een rol speelden in het stadsbestuur van Gouda. Hij was een zoon van de Goudse burgemeester Cornelis Cornelisz. de Lange en Maria Elsevier. Hij studeerde rechten aan de Universiteit Leiden. De Lange maakte van 1686 tot zijn overlijden in 1712 deel uit van de Goudse vroedschap. In die periode vervulde hij diverse bestuurlijke functies als schepen, kerkmeester, commissaris huwelijkse zaken, politiemeester, thesaurier-ontvanger, thesaurier-fabriekmeester en scholarch. Van 1694 tot 1698 was hij kolonel van de plaatselijke schutterij van Gouda. In de periode 1698-1701 maakte hij deel uit van de Raad van State. In 1702 werd  hij gekozen tot burgemeester van Gouda. Daarna was hij van 1703-1706 lid van de Staten van Holland en van 1706-1709 lid van de Staten-Generaal.
De Lange trouwde op 16 februari 1683 in Gouda met Anna Maria de Lange, een dochter van de Goudse burgemeester Floris de Lange en Hendrina van Bosveld. 